# Tyran de Couch
Tyrannus couchii
Espèce
Statut de conservation UICN

 LC  : Préoccupation mineure
Le Tyran de Couch (Tyrannus couchii) est une espèce de passereaux de la famille des Tyrannidae (Tyrannidés en français).

## Répartition
Le tyran de Couch est présent au Belize, dans la moitié nord du Guatemala, à l'ouest du Mexique (y compris la péninsule du Yucatan). Son aire de reproduction s'étend jusqu'aux États-Unis (sud de l'état du Texas).

## Habitat
Cette espèce fréquente les bois ouverts, avec des arbres dispersés, et les zones autour des habitations

## Sous-espèces
D'après la classification de référence (version 7.2, 2017) du Congrès ornithologique international, cette espèce ne compte pas de sous-espèces. 